# Alterações climáticas no Canadá

Entre os países que emitem altos níveis de gases de efeito de estufa, o Canadá está entre os maiores emissores per capita.

As alterações climáticas no Canadá tiveram grandes impactos no meio ambiente e nas paisagens do país. O número de eventos relacionados com as alterações climáticas, como as inundações de 2021 na Colúmbia Britânica e um número crescente de incêndios florestais, tornou-se uma preocupação crescente ao longo do tempo. A temperatura média anual do Canadá sobre a terra aumentou 1,7 graus Celsius desde 1948. A taxa de aquecimento é ainda maior no norte do Canadá, nas pradarias e no norte da Colúmbia Britânica. A precipitação do país aumentou nos últimos anos e os eventos meteorológicos extremos tornaram-se mais comuns.

Desenvolvimento das emissões de CO2

O Canadá é atualmente o 10º maior emissor de gases de efeito de estufa do mundo, e tem uma longa história de produção de emissões industriais que remonta ao final do século XIX. Em 2019, o transporte e extração de petróleo e gás juntos emitiram mais de metade do total. A indústria de extração de combustíveis fósseis do Canadá aumentou as suas emissões de gases de efeito de estufa em 21,6% desde 1990.
O Canadá está comprometido em reduzir as suas emissões de gases de efeito estufa (GEE) em 30% abaixo dos níveis de 2005 até 2030 sob o Acordo de Paris. Em julho de 2021, o Canadá aprimorou os planos do Acordo de Paris com uma nova meta de reduzir as emissões em 40-45% abaixo dos níveis de 2005 até 2030. Diversas políticas de mitigação das alterações climáticas foram implementadas no país, como a precificação do carbono, comércio de emissões e programas de financiamento das alterações climáticas. Em 2019, a Câmara dos Comuns votou para declarar uma emergência climática nacional no Canadá.

## Emissões de gases de efeito de estufa

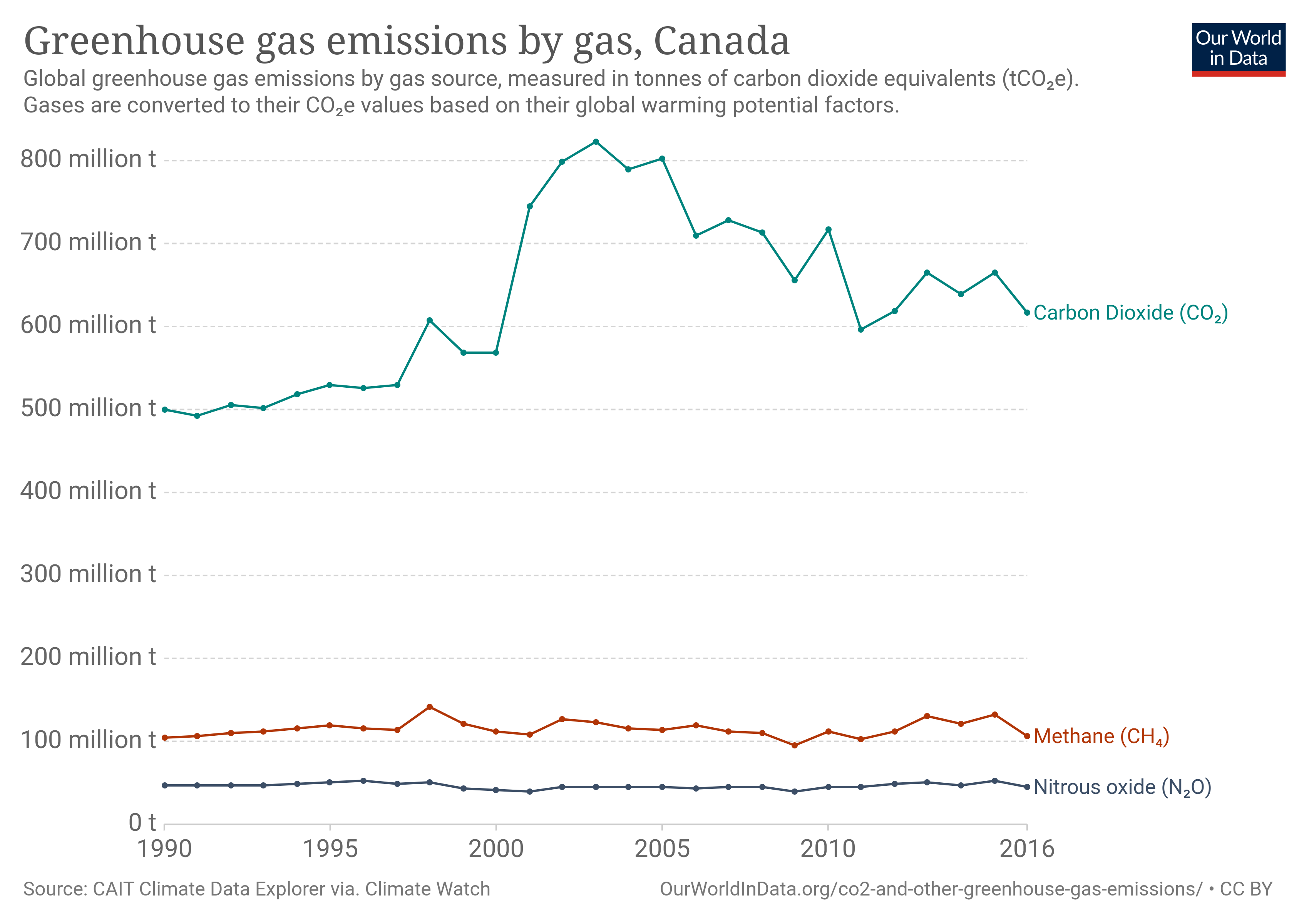
Emissões de gases de efeito de estufa do Canadá de 1990 a 2016

As alterações climáticas são o resultado da emissão de gases de efeito estufa, que são produzidos pela atividade humana. O Canadá é atualmente o 10º maior emissor de gases de efeito de estufa do mundo. Em 2018, de todos os países do G20, o Canadá ficou atrás apenas da Arábia Saudita em emissões de gases de efeito de estufa per capita. De facto, em 2018, o Canadá despejou um total de 729 milhões de toneladas de dióxido de carbono equivalente (Mt CO2eq) na atmosfera. Isto representa uma diminuição minúscula de 730Mt CO2eq em 2005, mas um grande aumento de 602Mt CO2eq em 1990.
Além disso, o Canadá tem uma das dívidas climáticas mais pesadas do mundo. De facto, o país tem uma longa história de produção de emissões industriais de gases de efeito estufa. Em 2021 o Canadá era o décimo emissor cumulativo mais intensivo, com 65.000 Mt. A Ferramenta de Indicadores de Análise Climática do WRI estima que, entre 1950 e 2000, o Canadá teve as maiores emissões de gases de efeito de estufa per capita de todos os países do primeiro mundo.

### Consumo de energia
O consumo de eletricidade no Canadá é responsável por 74 Mt CO2eq, ou 10% das emissões do país. A pegada climática deste setor reduziu significativamente nas últimas décadas devido ao fecho de muitas centrais a carvão. Atualmente, 81% da eletricidade do Canadá é produzida por fontes de energia não emissoras, como energia hídrica, nuclear, solar ou eólica.
Os combustíveis fósseis fornecem 19% da energia elétrica canadiana, cerca de metade como carvão (9% do total) e o restante uma mistura de gás natural e petróleo. Apenas cinco províncias usam carvão para geração de eletricidade. Alberta, Saskatchewan e Nova Escócia dependem do carvão para quase metade da sua geração, enquanto que outras províncias e territórios usam pouco ou nenhum. Alberta e Saskatchewan também usam uma quantidade substancial de gás natural. Comunidades remotas, incluindo toda Nunavut e grande parte dos Territórios do Noroeste, produzem a maior parte da sua eletricidade a partir de geradores a diesel, com alto custo económico e ambiental. O governo federal estabeleceu iniciativas para reduzir a dependência de eletricidade a diesel.

### Transportes
O Canadá é um país grande com baixa densidade populacional, então os transportes – geralmente em climas frios quando a eficiência do combustível cai – são uma grande parte da economia. Em 2017, 24% dos gases de efeito de estufa (GEE) do Canadá vieram de camiões, comboios, aviões e carros.
A grande maioria das emissões canadianas dos transportes provêm do transporte rodoviário, respondendo por 144Mt CO2eq, ou 20% das emissões totais. Estes são originários de carros individuais, mas também de camiões de longo curso, que são usados para transportar a maioria das mercadorias em todo o país. Em 2018, a indústria canadiana de camiões entregou 63,7 milhões de remessas. Em 2019, as fábricas canadianas produziram 1,4 milhões de novos camiões, mais que o triplo da produção canadiana de carros.
A indústria de aviação doméstica canadiana, representada em grande parte pelas duas principais companhias aéreas do país (Air Canada e Westjet), produziu 7,1Mt CO2eq em 2017 e representam 1% da emissão total de gases de efeito de estufa do Canadá.

### Produção de combustível fóssil
A indústria mais poluente em termos de emissões de GEE no Canadá é o setor do petróleo e gás. Esta indústria produz 195Mt CO2eq a cada ano, o que representa 27% do total nacional. Impulsionadas pelas altas emissões necessárias para a exploração das areias asfálticas em Alberta, as emissões de gases de efeito de estufa deste setor aumentaram 84% de 1990 a 2017.

### Emissões industriais
Em 2017, a indústria pesada canadiana emitiu 73Mt CO2eq, ou 10% da emissão total de gases de efeito de estufa do Canadá. Isto representa uma queda de 25% nas emissões nesta categoria desde 1990. Estes dados são consistentes com o rápido declínio da manufatura no Canadá.

### Desflorestação
A taxa de desflorestação do Canadá é uma das mais baixas do mundo, com 0,02% ao ano. Esta taxa de desflorestação tem vindo a diminuir a cada ano desde 1985.
De acordo com o Environment and Climate Change Canada (ECCC), os "produtos de madeira colhidos" no Canadá representam 130Mt CO2eq de emissões de gases de efeito de estufa. Isto representaria 18% das emissões do país em 2017, mas o ECCC exclui esse número do seu total nacional. Também excluído do total está o cálculo do ECCC de que as florestas do Canadá reduzem as emissões de gases de efeito estufa em 150Mt CO2eq. Antes de 2015, o ECCC costumava calcular uma redução de 160Mt CO2 eq da sua floresta, um sinal da sua lenta, mas contínua deterioração.

## Impactos no ambiente natural
Nas últimas décadas, o Canadá experienciou aumento das temperaturas médias, aumento da precipitação e eventos meteorológicos mais extremos. Espera-se que estas tendências continuem ao longo do próximo século. O ECCC determinou que era extremamente provável que essas mudanças fossem resultado do aumento das emissões de gases de efeito de estufa impulsionadas pela atividade humana.

### Alterações de temperatura e clima
As temperaturas médias anuais no Canadá aumentaram 1,7°C desde 1948. Estas mudanças climáticas não foram uniformes ao longo das estações. De facto, as temperaturas médias no inverno aumentaram 3,3°C no mesmo período, enquanto que a temperatura média do verão aumentou apenas 1,5°C. As tendências também não foram uniformes entre as regiões. A Colúmbia Britânica, as províncias das pradarias canadianas e o Norte do Canadá experienciaram o inverno mais quente. Enquanto isso, algumas áreas do sudeste do Canadá experimentaram um aquecimento médio de menos de 1°C no mesmo período.
De acordo com o Environment and Climate Change Canada "o aquecimento ao longo do século XX é indiscutível e em grande parte devido às atividades humanas" acrescentando que "a taxa de aquecimento do Canadá é cerca de duas vezes a taxa global: um um aumento de 2°C globalmente significa um aumento de 3 a 4ºC para o Canadá".
O ECCC lista os impactos das alterações climáticas consistentes com as mudanças globais. As mudanças relacionadas com a  temperatura incluem período vegetativo mais longo, mais ondas de calor e menos períodos de frio, degelo do permafrost, quebra precoce do gelo do rio, escoamento precoce da primavera e brotação precoce das árvores. As mudanças meteorológicas incluem um aumento na precipitação e mais queda de neve no noroeste do Ártico.

#### Precipitação
O ECCC resumiu as mudanças anuais de precipitação para apoiar as avaliações de biodiversidade pelo Conselho Canadiano de Ministros de Recursos. Avaliando os registos até 2007, eles observaram: "A precipitação geralmente aumentou no Canadá desde 1950, com a maioria das estações com tendências significativas mostrando aumentos. A tendência crescente é mais coerente no norte do Canadá, onde muitas estações mostram aumentos significativos. Não há muita evidência de padrões regionais claros em estações mostrando mudanças significativas na precipitação sazonal, exceto por diminuições significativas que tendem a concentrar-se na estação de inverno no sudoeste e sudeste do Canadá. Embora a frase anterior possa estar tecnicamente correta em parte, todas as estações mostram aumento da precipitação no Canadá, especialmente nos meses de inverno, primavera e outono. Além disso, o aumento da precipitação sobre o Ártico parece estar a ocorrer em todas as estações, exceto no verão."
Os especialistas em clima do ECCC avaliaram as tendências nos padrões de chuva de curta duração usando conjuntos de Dados de Engenharia Climática: "Os extremos de chuva de curta duração (5 minutos a 24 horas) são importantes para vários propósitos, incluindo projeto de infraestrutura de engenharia, porque representam as diferentes escalas meteorológicas de eventos extremos de chuva". Uma "falta geral de um sinal de tendência detetável", significando que nenhuma mudança geral nos padrões extremos de chuva de curta duração foi observada na análise de estação única. Em relação aos critérios de projeto usados para a prática tradicional de gestão de água e drenagem urbana (por exemplo, estatísticas de intensidade-duração-frequência (IDF)), a avaliação "mostra que menos de 5,6% e 3,4% das estações têm tendências significativas de aumento e diminuição, respetivamente, em valores de observação de local único máximo anual extremo." Numa base regional, as regiões costeiras do sudoeste e leste (Terra Nova) geralmente mostraram tendências regionais crescentes significativas para durações de chuva extrema de 1 e 2 horas. Tendências regionais decrescentes para quantidades de chuva de 5 a 15 minutos foram observadas na região de São Lourenço no sul de Quebec e nas províncias do Atlântico.

#### Eventos meteorológicos extremos
Os eventos meteorológicos extremos de maior preocupação no Canadá incluem chuvas fortes e quedas de neve, ondas de calor e seca. Eles estão ligados a inundações e deslizamentos de terra, escassez de água, incêndios florestais, redução da qualidade do ar, bem como custos relacionados com danos à propriedade e infraestrutura, interrupções nos negócios e aumento de doenças e mortalidade. Ondas de calor, incluindo as do verão de 2009, 2012 e 2021, estão associadas a aumentos de insolação e doenças respiratórias.

### Subida do nível do mar
Espera-se que as inundações costeiras aumentem em muitas áreas do Canadá devido à subida global do nível do mar e à subsidência ou elevação da terra local. O nível do mar do país está a aumentar entre 1 e 4,5 milímetros por ano. As áreas que serão as mais atingidas são o sudoeste e sudeste do Canadá.

### Ecossistemas

#### Floresta boreal

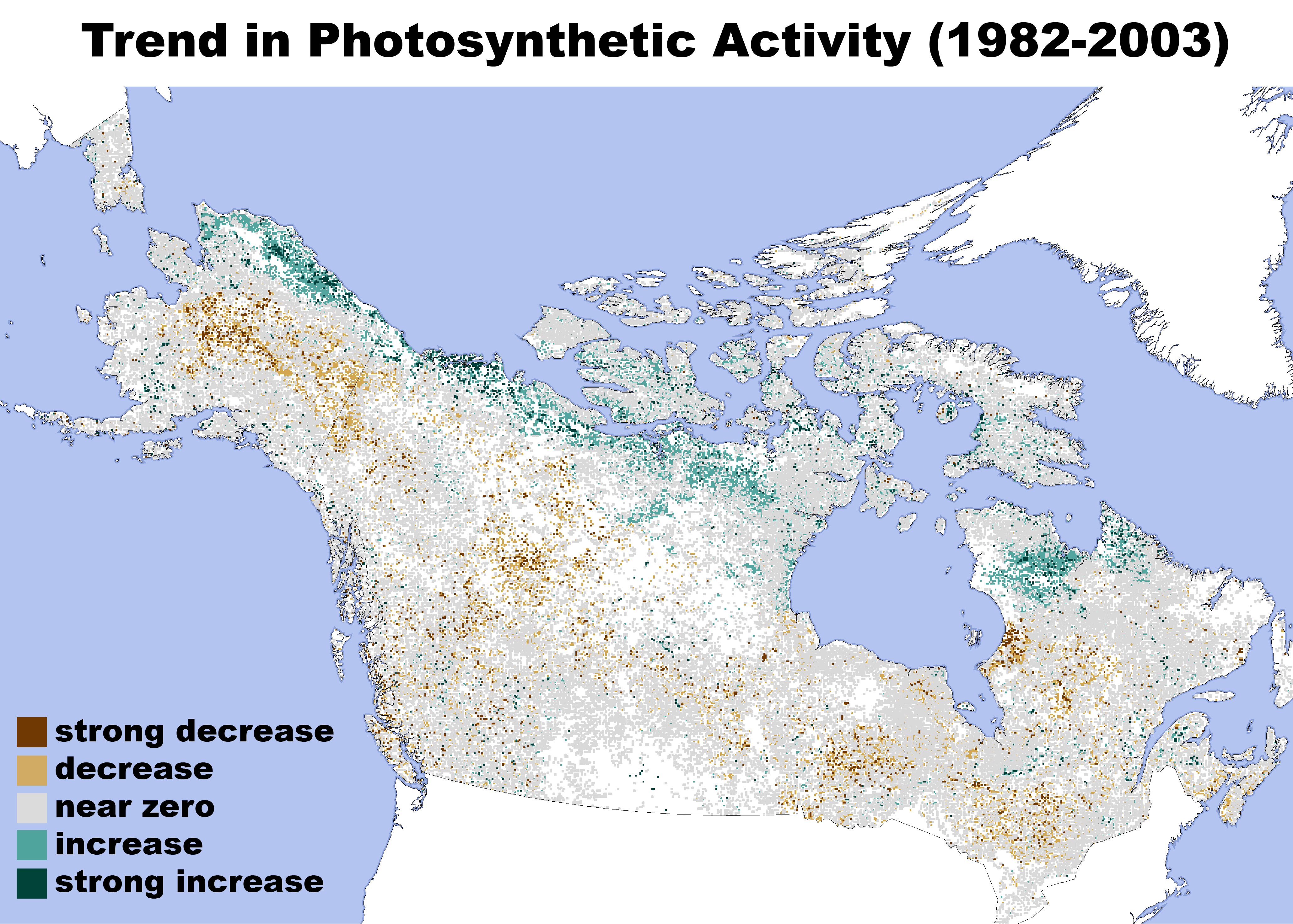
Alteração na atividade fotossintética nas florestas do norte 1982–2003; NASA Earth Observatory

De acordo com o relatório anual de 2011 do Environment Canada, há evidências de que algumas áreas regionais dentro da floresta boreal canadense ocidental aumentaram em 2°C desde 1948. A taxa de alteração climática está a levar a condições mais secas na floresta boreal, o que leva a uma série de problemas subsequentes.
Como resultado das rápidas alterações climáticas, as árvores estão a migrar para latitudes e altitudes mais altas (para o norte), mas algumas espécies podem não estar a migrar rápido o suficiente para seguirem o seu habitat climático. Além disso, as árvores dentro do limite sul da sua área de distribuição podem começar a mostrar declínios no crescimento. As condições mais secas também estão a levar a uma mudança de coníferas para álamos em áreas mais propensas a incêndios e secas.
As alterações climáticas criam condições mais propensas ao fogo na floresta boreal do Canadá. Em 2016, o Norte de Alberta testemunhou os efeitos das alterações climáticas de maneira dramática quando uma "tempestade perfeita" de El Niño e o aquecimento global contribuíram para o incêndio florestal de Fort McMurray, que levou à evacuação da cidade produtora de petróleo no coração do indústria de areias betuminosas. A área tem testemunhado um aumento na frequência de incêndios florestais, já que a época de incêndios florestais do Canadá agora começa um mês mais cedo do que costumava e a área anual queimada é o dobro do que era em 1970.
Quanto a 2019, as alterações climáticas já aumentaram a frequência e a potência dos incêndios florestais no Canadá, especialmente em Alberta. "Estamos a ver as alterações climáticas em ação", afirma o Prof. Mike Flannigan. "O incêndio de Fort McMurray foi 1+1⁄2 a seis vezes mais provável por causa das alterações climáticas. A temporada de incêndios recorde de 2017 na C.B. foi de sete a 11 vezes mais provável por causa das alterações climáticas."
A epidemia de besouro-do-pinheiro-da-montanha durou de 1996 a 2015 como resultado de invernos mais amenos na floresta boreal, permitindo a proliferação do parasita. Resultou em 18 milhões de hectares de árvores mortas e impactos económicos para comunidades dependentes da floresta.

#### Ártico
A temperatura média anual no Norte do Canadá aumentou 2,3°C (faixa provável de 1,7°C–3,0°C), que é aproximadamente três vezes a taxa média de aquecimento global. As taxas mais fortes de aquecimento foram observadas nas regiões mais a norte de Yukon e nos Territórios do Noroeste, onde aumentos de temperatura média anual em cerca de 3,5°C foram observados entre 1948 e 2016.
As alterações climáticas derretem o gelo e aumentam a mobilidade do gelo. Em maio e junho de 2017 gelo denso – com até 8 metros de espessura – estava nas águas ao largo da costa norte da Terra Nova, prendendo barcos de pesca e ferries.

## Impactos nas pessoas

### Impacto económico

#### Agricultura e produção de alimentos
Durante a seca de 2002, o Ontário teve uma boa época e produziu colheitas suficientes para enviar uma grande quantidade de feno para os mais atingidos em Alberta. No entanto, isso não é algo que pode ou será esperado toda vez que existe uma seca nas províncias da pradaria. Isso causa um grande déficit de rendimento para muitos, pois estão a comprar cabeças de gado por preços altos e a vender por preços muito baixos. Ao olhar para as previsões históricas, há uma forte indicação de que não há uma forma verdadeira de estimar ou saber a quantidade de chuva esperada para a próxima estação de crescimento. Isto não permite que o setor agrícola planeie adequadamente.
Em Alberta, houve uma tendência de altas temperaturas no verão e baixa precipitação no verão. Isso levou grande parte de Alberta a enfrentar condições de seca. As condições de seca estão a prejudicar o sector agrícola desta província, principalmente a área pecuária. Quando há seca há escassez de ração para o gado (feno, grãos). Com a escassez de culturas, os pecuaristas são forçados a comprar a ração a preços elevados enquanto podem. Aqueles que não podem pagar o dinheiro pela ração são forçados a vender os seus rebanhos.

#### Indústria da madeira
As alterações climáticas causam desafios para a gestão sustentável e a conservação das florestas. Terá impacto direto na produtividade da indústria madeireira, bem como na saúde e regeneração das árvores. A migração assistida de florestas tem sido proposta como forma de ajudar a indústria madeireira a adaptar-se às alterações climáticas.

### Impacto na saúde

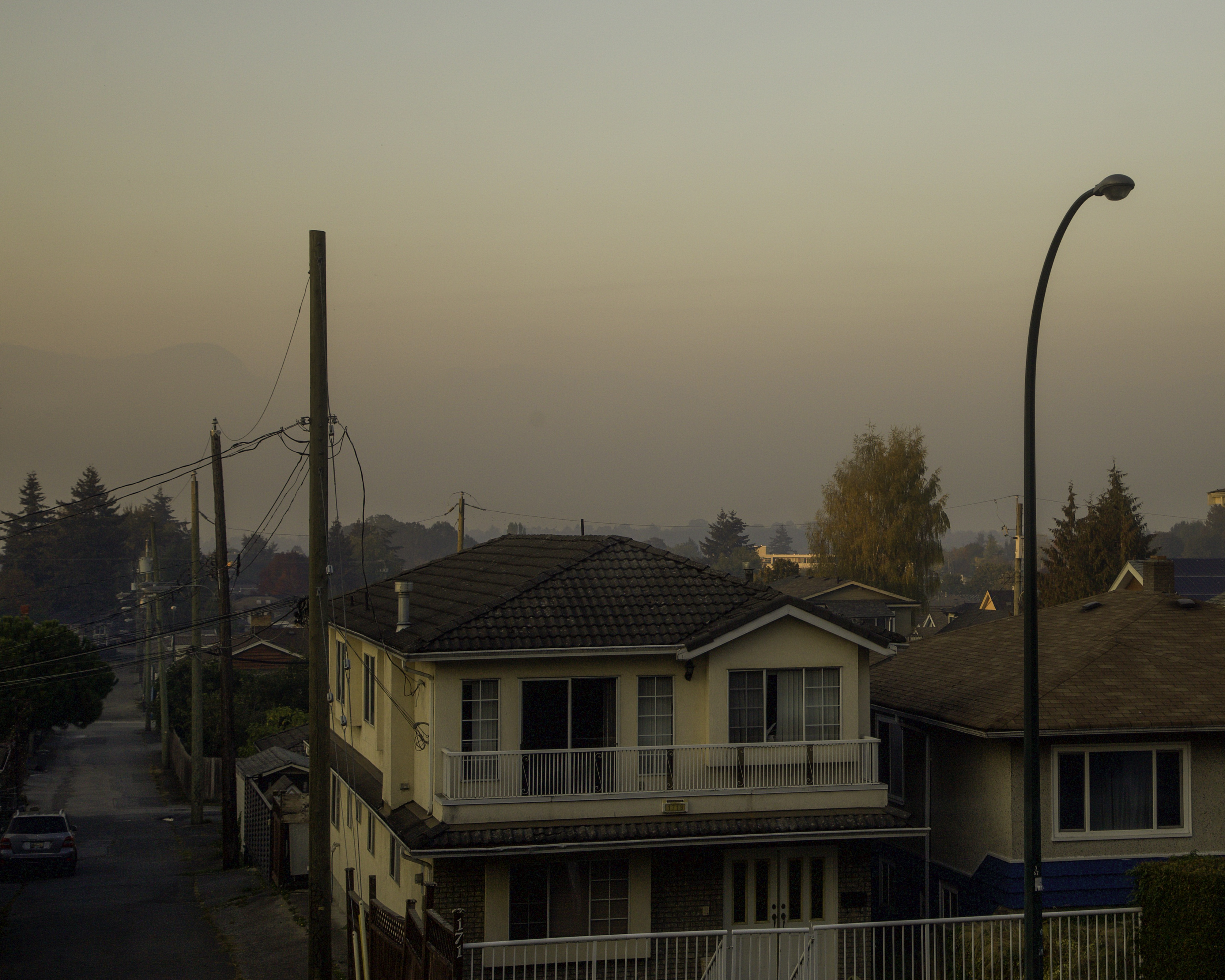
Fumo de fogos florestais em Vancouver, Colúmbia Britânica

A Agência de Saúde Pública do Canadá informou que a incidência da doença de Lyme aumentou de 144 casos em 2009 para 2.025 casos em 2017. O Dr. Duncan Webster, consultor de doenças infecciosas do Hospital Regional de Saint John, relaciona esse aumento na incidência de doenças ao aumento da população de carraças. A população de carraças aumentou em grande parte devido a invernos mais curtos e temperaturas mais quentes associadas às alterações climáticas.

### Impactos nos povos indígenas
Os inuítes que residem no Canadá estão a enfrentar dificuldades significativas para manter os seus sistemas alimentares tradicionais por causa das alterações climáticas. Os inuítes caçam mamíferos há centenas de anos. Muitas das suas transações económicas tradicionais e cerimónias culturais eram e ainda são centradas em baleias e outros mamíferos marinhos. As alterações climáticas estão a causar o aquecimento e acidificação do oceano, impactando negativamente estas espécies nestas áreas tradicionais e fazendo com que muitos se mudem para outros lugares. Enquanto que alguns acreditam que o aquecimento do Ártico causaria um aumento da insegurança alimentar, já um problema para os inuítes canadianos, ao tirar algumas das suas fontes primárias de alimentos, outros apontam para a resiliência que eles demonstraram no passado às mudanças de temperatura e acreditam que provavelmente serão capaz de se adaptarem. Embora os ancestrais dos inuítes modernos viajassem para outros lugares do Ártico com base nesses animais e se adaptassem às mudanças nas rotas de migração, as fronteiras e leis geopolíticas modernas provavelmente impediriam que isso acontecesse na medida necessária para preservar estes sistemas alimentares tradicionais. Independentemente de conseguirem modificar com sucesso os seus sistemas alimentares marinhos, eles perderão certos aspetos da sua cultura. Para caçar estas baleias e outros mamíferos marinhos, eles usaram as mesmas ferramentas tradicionais por gerações. Sem estes animais a fornecerem-lhes subsistência, uma parte central da sua cultura tornar-se-ia obsoleta.
Os inuítes também estão a perder o acesso à foca anelada e aos ursos polares, dois animais-chave que são essenciais para a dieta tradicional dos inuítes. As alterações climáticas levaram a quedas drásticas na população de focas, o que levou a sérios danos à economia de inverno de subsistência dos inuítes. A foca anelada é a espécie de subsistência mais prevalente em todo Nunavut, tanto no que diz respeito à terra quanto à água. Sem a foca anelada, os inuítes perderiam o seu sentido de ningiqtuq, ou a sua forma cultural de compartilhamento de recursos. A carne de foca anelada é uma das principais carnes deste tipo de partilha e tem sido utilizada neste sistema há centenas de anos. Com as alterações climáticas, o ningiqtuq seria drasticamente alterado. Além disso, a foca anelada incorpora os ideais de compartilhamento, unidade e coletivismo por causa do ningiqtuq. O seu declínio significa perda da identidade inuíte. A população de ursos polares também está a diminuir por causa das alterações climáticas. Os ursos polares dependem de focas para se alimentarem, então ambos os declínios estão correlacionados. Esse declínio também está a prejudicar o ningiqtuq, já que a carne de urso polar é compartilhada entre os inuítes.
Para o povo Gwich'in, uma primeira nação de língua atabascana no Canadá, o caribu é fundamental para sua cultura. Eles coexistiram com os Gwich'in por milhares de anos. Como resultado, toda a sua cultura está em risco imediato. O número de caribus está a diminuir rapidamente devido às temperaturas mais quentes e ao derretimento do gelo. Sarah James, uma proeminente ativista Gwich'in do Alasca, revelou: “Nós somos o povo caribu. Caribu não é apenas o que comemos; eles são quem nós somos. São as histórias e canções e toda a forma como vemos o mundo. Caribu são a nossa vida. Sem caribu, não existiríamos."

## Mitigação e adaptação

### Políticas e legislação (nível nacional)

#### Governo Harper (2006–2015)
Sob o mandato de Stephen Harper, que foi primeiro-ministro de 2006 a 2015, o Acordo de Kyoto foi abandonado e o Clean Air Act foi revelado em outubro de 2006.
Em 2009, as duas maiores províncias do Canadá, Ontário e Quebec, ficaram cautelosas com as políticas federais que transferiam a carga das reduções de efeito estufa sobre elas para dar a Alberta e Saskatchewan mais espaço para desenvolver ainda mais as suas reservas de areias betuminosas.
Em 2010, Graham Saul, que representou a Climate Action Network Canada (CAN) – uma coligação de 60 organizações não-governamentais – comentou o relatório de 40 páginas da CAN “Troubling Evidence” que afirmava que:

Os investigadores climáticos do Canadá estão a ser amordaçados, o seu financiamento reduzido, estações de investigação fechadas, descobertas ignoradas e conselhos sobre a questão crítica do século não procurados pelo governo do primeiro-ministro Stephen Harper.— Leahy The Guardian 2010
Em 2014, o premiado limnologista americano/ canadiano, David Schindler, argumentou que o governo de Harper colocou "o desenvolvimento económico à frente de todos os outros objetivos políticos", em particular o meio ambiente.

É como se eles não quisessem mais ouvir sobre ciência. Eles querem que a política reflita a economia 100% – a economia sendo apenas o que você pode vender, não o que você pode economizar.— David Schindler 2014

#### Governo Trudeau (2015-presente)

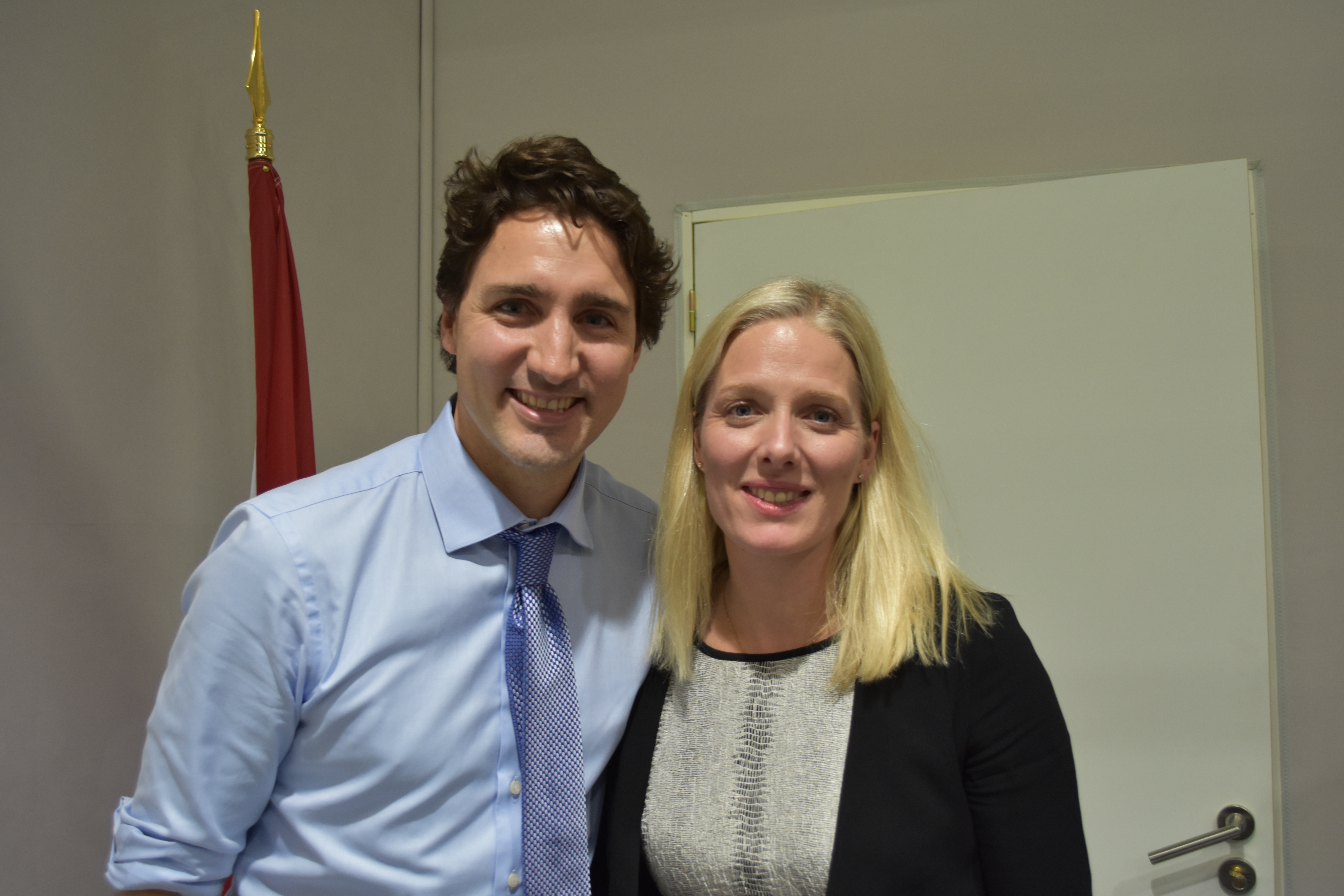
O primeiro-ministro Trudeau e a ministra Catherine McKenna na cimeira da COP21 em Paris, em 30 de novembro de 2015

Na sua plataforma eleitoral de 2015, Justin Trudeau prometeu combater as alterações climáticas, principalmente eliminando os subsídios aos combustíveis fósseis, participando na Conferência sobre as Alterações Climáticas de Paris de 2015, desenvolvendo um acordo norte-americano de energia limpa e meio ambiente com os Estados Unidos e o México e criando um Fundo de 2 mil milhões de dólares da Economia de Baixo Carbono. Trudeau cumpriu as três últimas promessas. No entanto, ele introduziu novos subsídios aos combustíveis fósseis durante o seu mandato.
O ministro dos Negócios Estrangeiros de Trudeau foi Stéphane Dion de 2015 a 2017. Dion é conhecido por apoiar muito as políticas de alterações climáticas. Catherine McKenna foi Ministra do Meio Ambiente e Alterações Climáticas de Trudeau de 2015 a 2019. McKenna é conhecida pelo seu trabalho jurídico em torno da justiça social.
O Quadro Pan-canadiano sobre Crescimento Limpo e Alterações Climáticas, a estratégia climática nacional de Trudeau, foi lançado em agosto de 2017. Os primeiros-ministros provinciais (exceto Saskatchewan e Manitoba) adotaram a proposta em 9 de dezembro de 2016. O cerne da proposta é implementar regimes de precificação de carbono em todo o país. A ministra federal do Meio Ambiente e Alterações Climáticas do Canadá, Catherine McKenna, afirma que os impostos sobre o carbono têm se mostrado a forma mais económica de reduzir as emissões.
Em abril de 2019, a comissária do Meio Ambiente Julie Gelfand descreveu a falta de progresso do país na redução de emissões como “perturbadora” e observou que estava a caminho de perder as suas metas de alterações climáticas.
Em 2019, o Environment and Climate Change Canada (ECCC) divulgou um relatório chamado Relatório de Alterações Climáticas do Canadá (CCCR, na sigla em inglês). É essencialmente um resumo do 5º Relatório de Avaliação do IPCC, customizado para o Canadá. O relatório afirma que as inundações costeiras devem aumentar em muitas áreas devido à subida global do nível do mar e à subsidência ou elevação da terra local.
O governo de Justin Trudeau prometeu intensificar as metas para o ano de 2030 e alcançar a neutralidade de carbono em 2050. Em 2020, apresentou um projeto de lei que exigirá que o país alcance emissões zero até 2050. Embora os combustíveis fósseis sejam eliminados no "médio prazo", Trudeau afirmou que o oleoduto Kinder Morgan será construído. O governo federal também aprovou o Terminal Woodfibre LNG em Vancouver. O governo Trudeau introduziu um imposto sobre o carbono. Este imposto foi fixado em 20 dólares (US$) por tonelada em 2018 e aumentará em 10 (US$) por ano até atingir 50 (US$) em 2022. Ele também impõe taxas sobre gás natural, gás de bomba, propano, butano e combustível de aviação. O primeiro-ministro do Ontário, Doug Ford, o primeiro-ministro de Alberta, Jason Kenney (UCP) e o primeiro-ministro de Manitoba, Brian Pallister (PC) levaram o governo federal a tribunal em 15 de abril de 2019, e o tribunal decidiu a favor (3-2) da constitucionalidade do imposto de carbono.
Seguindo uma moção do primeiro-ministro Justin Trudeau, em 12 de junho de 2019, a Câmara dos Comuns votou para declarar uma emergência climática nacional. Em dezembro de 2020, o governo de Justin Trudeau apresentou um projeto de lei que exigirá que o país alcance emissões zero até 2050 (Plano de Ação para Alterações Climáticas 2001).

### Cooperação internacional
O Canadá é signatário do Protocolo de Quioto. No entanto, o governo liberal que mais tarde  assinou o acordo tomou poucas medidas para cumprir as metas de emissões de gases de efeito de estufa do Canadá. Embora o Canadá tenha se comprometido com uma redução de 6% abaixo dos níveis de 1990 para o período 2008-2012 como signatário do Protocolo de Kyoto, o país não implementou um plano para reduzir as emissões de gases de efeito de estufa. Logo após a eleição federal de 2006, o novo governo minoritário do primeiro-ministro conservador Stephen Harper anunciou que o Canadá não poderia e não cumpriria os compromissos do Canadá. A Câmara dos Comuns aprovou vários projetos de lei patrocinados pela oposição pedindo planos do governo para a implementação de medidas de redução de emissões.
Grupos ambientais canadianos e norte-americanos sentem que o Canadá não tem credibilidade na política ambiental e criticam regularmente o Canadá em locais internacionais. Nos últimos meses de 2009, a atitude do Canadá foi criticada na conferência de Cooperação Económica Ásia-Pacífico (APEC), na cimeira da Commonwealth e na conferência de Copenhaga.
Em 2011, o Canadá, Japão e Rússia declararam que não assumiriam mais metas de Quioto. O governo canadiano invocou o direito legal do Canadá de se retirar formalmente do Protocolo de Quioto em 12 de dezembro de 2011. O Canadá comprometeu-se a reduzir as suas emissões de gases de efeito de estufa para 6% abaixo dos níveis de 1990 até 2012, mas em 2009 as emissões foram 17% maiores do que em 1990. O ministro do Meio Ambiente, Peter Kent, citou a responsabilidade do Canadá por "enormes penalidades financeiras" sob o tratado, a menos que ele se retire. A decisão do Canadá foi fortemente criticada por representantes de outros países ratificantes, incluindo França e China.

#### Acordo de Paris
O Acordo de Paris é um acordo internacional juridicamente vinculativo. O seu principal objetivo é limitar o aquecimento global a menos de 1,5 graus Celsius, em comparação com os níveis pré-industriais. As Contribuições Nacionalmente Determinadas (NDC) são os planos de combate às alterações climáticas adaptados para cada país. Cada parte do acordo tem metas diferentes com base nos seus próprios registos climáticos históricos e nas circunstâncias do país e todas as metas para cada país são declaradas na sua NDC.
O Climate Action Tracker (CAT) é uma análise científica independente que rastreia a ação climática do governo e mede-a em relação ao Acordo de Paris acordado globalmente. O rastreador de ação climática considerou as ações do Canadá "insuficientes".

## Sociedade e cultura

### Ativismo
A Canadian Wildlife Federation (CWF), uma das maiores organizações de conservação do país, faz lobby pela mitigação das alterações climáticas. Segundo a CWF, a organização reconheceu a necessidade de ação em 1977. Publicou a Checkerspot, uma revista bianual de alterações climáticas agora descontinuada.
Alguns grupos canadianos também fizeram lobby para o desinvestimento em combustíveis fósseis.

### Opinião pública
De acordo com uma pesquisa de 2020 da Associação Nuclear Canadiana, as alterações climáticas preocupam os canadianos mais do que qualquer outro problema.
Numa pesquisa de 2021, a Nanos Research descobriu que 30% dos canadianos relataram que as alterações climáticas eram a sua principal preocupação, 2º lugar atrás da inflação (36%) e à frente da pandemia de COVID-19 (29%).
Os canadianos acham que a ameaça representada pelas alterações climáticas é maior do que os seus contrapartes dos Estados Unidos, mas um pouco abaixo da opinião média de outras nações incluídas numa pesquisa do Pew Research Center em 2018. No entanto, a maioria dos canadianos em todos os círculos eleitorais de todas as províncias do Canadá acredita que o clima está a mudar.
As taxas de aceitação (crença) para as alterações climáticas em curso são mais altas na Colúmbia Britânica e Quebec, e mais baixas nas províncias das pradarias de Alberta e Saskatchewan. Numa pesquisa publicada pela Universidade de Montreal e colegas, a crença nacional de que a Terra estava a aquecer era de 83%, enquanto 12% dos entrevistados disseram que a Terra não estava a aquecer. No entanto, quando perguntados se esse aquecimento é devido à atividade humana, apenas 60% dos entrevistados disseram “sim”. Esses números são consistentes com uma pesquisa de 2015 que mostrou que 85% dos canadenses acreditavam que a Terra estava a aquecer, enquanto que apenas 61% achavam que esse aquecimento era devido à atividade humana. A opinião pública canadiana de que a atividade humana é responsável pelo aquecimento global diminuiu ligeiramente de 2007 a 2015. Quando perguntados se a sua província já sentiu os efeitos das alterações climáticas, 70% dos canadenses responderam "sim". Este resultado foi baseado na maioria dos respondentes em quase todas os círculos eleitorais. Ao mesmo tempo, os três círculos eleitorais em Alberta, onde a opinião foi mais baixa, cada uma com 49% de "sim", o que está um pouco abaixo da maioria. O apoio nacional para ações para parar as alterações climáticas é de 58%, com níveis semelhantes de apoio para um sistema de limite e comércio (58%) ou um imposto direto sobre as emissões de carbono (54%).
Um inquérito da Ipsos-Reid em dezembro de 2018 foi realizada para avaliar a opinião do público sobre as políticas ambientais de Doug Ford no Ontário. Os resultados do inquérito foram os seguintes:
- Negativa - 45%
- Positiva - 27%
- Neutra - 28%

Em 2021, em plena COP26, uma pesquisa concluiu que 25% dos canadianos eram da opinião de que as conferências internacionais sobre alterações climáticas eram úteis para combater as alterações climáticas.

## Estatísticas sobre emissões de gases de efeito de estufa
|                       | em Mt CO 2 equivalente | em Mt CO 2 equivalente | em Mt CO 2 equivalente | em Mt CO 2 equivalente | em Mt CO 2 equivalente | em Mt CO 2 equivalente | em Mt CO 2 equivalente | em Mt CO 2 equivalente | em Mt CO 2 equivalente | Mudança 1990–2018 (%) | Participação em 2018 (%) |
|                       | 1990                   | 2005                   | 2013                   | 2014                   | 2015                   | 2016                   | 2017                   | 2018                   | 2019                   | Mudança 1990–2018 (%) | Participação em 2018 (%) |
| --------------------- | ---------------------- | ---------------------- | ---------------------- | ---------------------- | ---------------------- | ---------------------- | ---------------------- | ---------------------- | ---------------------- | --------------------- | ------------------------ |
| Óleo e gás            | 106                    | 158                    | 185                    | 191                    | 191                    | 187                    | 188                    | 193                    | 191                    | 82%                   | 26%                      |
| Eletricidade          | 95                     | 119                    | 81                     | 77                     | 81                     | 75                     | 73                     | 64                     | 61                     | 34%                   | 9%                       |
| Transporte            | 121                    | 161                    | 174                    | 172                    | 172                    | 174                    | 179                    | 186                    | 186                    | 54%                   | 26%                      |
| Industria pesada      | 97                     | 87                     | 79                     | 80                     | 79                     | 77                     | 76                     | 78                     | 77                     | 20%                   | 11%                      |
| Edifícios             | 74                     | 86                     | 86                     | 89                     | 86                     | 82                     | 85                     | 92                     | 91                     | 24%                   | 13%                      |
| Agricultura           | 57                     | 72                     | 73                     | 71                     | 71                     | 72                     | 71                     | 73                     | 73                     | 28%                   | 10%                      |
| Resíduos e outros     | 53                     | 46                     | 43                     | 41                     | 41                     | 41                     | 42                     | 42                     | 51                     | 21%                   | 6%                       |
| Total Nacional de GEE | 603                    | 730                    | 721                    | 721                    | 720                    | 706                    | 714                    | 729                    | 730                    | 21%                   | 100,0%                   |

## Relatório
- Bush, E. and Lemmen, D.S., editors (2019): Canada’s Changing Climate Report; Governo do Canadá, Ottawa, ON. 444 p.